# 코코 오스틴
코코 오스틴(Coco Austin, 1979년 3월 17일 ~ )는 미국의 배우, 글래머 모델, 댄서이다.

## 출연 작품
- 씽크 라이크 어 맨 투 (2014)
- 산토리니 블루 (2010)
- 카피 댓 (2006)
- 데저트 로즈 (2002)